# NGC 7067
NGC 7067 is een open sterrenhoop in het sterrenbeeld Zwaan. Het hemelobject werd op 27 september 1788 ontdekt door de Duits-Britse astronoom William Herschel.

## Synoniemen
- OCL 208